# رایان گیج
رایان گیج (انگلیسی: Ryan Gage؛ زادهٔ ۱۷ ژانویه ۱۹۸۳) یک هنرپیشه اهل بریتانیا است.
از فیلم‌ها یا برنامه‌های تلویزیونی که وی در آن نقش داشته‌است می‌توان به ۱۰۰ خیابان و تفنگدارها و هابیت: برهوت اسماگ اشاره کرد.